# آدینوموسور
آدینوموسور (نام علمی: Adynomosaurus) نام یک سرده از تیره اردک منقاران است. نام وی به معنی سوسمار سست بازو می‌باشد که به قطعات اضافه و بی استفاده ای در بازوی دایناسور اشاره دارد. سنگواره وی در کاتالونیا اسپانیا یافت شد. گونه خاص این جانور Adynomosaurus arcanus نام دارد.

## کشف و نام گذاری
در سال ۲۰۱۹ فسیل آدینوموسور توسط آلبرت پریتو مارکز، ویکتور فوندویلا ، آلبرت جی سلس، جاناتان آر واگنر و آنجلا گالوبارت در کاتالونیا اسپانیاکشف، نامگذاری و توصیف شد. نام عمومی ترکیبی از کلمات یونانی "adýnamos" (سست)، "mos" (شانه) و "sauros" (سوسمار) است. قطعه اصلی یک کتف چپ است. این استخوان یکی از گروه ۳۴ استخوانی بود که از محل کشف کشف شد. استخوان‌های دیگر نیز به آدینوموسور اختصاص داده شده‌است و شامل مهره‌هایی از گردن دم، یک استرنال، بخشی از لگن و قسمت‌هایی از ساق پا و استخوان بازو است. محل اکتشاف، در منطقه Costa de les Solanes، در صخره‌های لایه ای ماستریختن فوقانی قرار دارد.